# Mervyn Day
Mervyn Richard Day (* 26. Juni 1955) ist ein ehemaliger englischer Fußballspieler. Der Torhüter bestritt insbesondere für West Ham United, Leyton Orient und Leeds United über 600 Pflichtspiele in der Football League.

## Sportlicher Werdegang
Day machte bereits als Schüler auf sich aufmerksam und wurde mehrmals in die englische Schülerauswahlmannschaft berufen. West Ham United verpflichtete ihn 1971, dort unterzeichnete er 1973 einen Profivertrag. Unter Trainer Ron Greenwood etablierte er sich schnell als Stammspieler in der First Division und verdrängte die bisherige Nummer 1 Robert Ferguson auf die Ersatzbank. Nachdem der Klub mit nur einem Punkt Vorsprung auf die Abstiegsplätze die Klasse gehalten hatte, übernahm John Lyall als fünfter Trainer der Vereinsgeschichte seit 1902 im Sommer 1974 das Traineramt. Unter seiner Leitung erreichte Day an der Seite von Frank Lampard senior, Trevor Brooking, Tommy Taylor, Pat Holland und Billy Bonds das Endspiel um den FA Cup 1974/75. Durch zwei Treffer von Alan Taylor wurde der FC Fulham mit 2:0 besiegt. Zu Saisonende wurde Day als Englands Nachwuchsspieler des Jahres ausgezeichnet (bis 2020 als einziger Torhüter). Während der Klub auch in der Saison 1975/76 in der Meisterschaft im Abstiegskampf stand, erreichte er das Endspiel um den Europapokal der Pokalsieger 1975/76. Trotz der 1:0-Führung durch Holland verlor Days Mannschaft das Endspiel im Brüsseler Heysel-Stadion gegen den belgischen Vertreter RSC Anderlecht mit 2:4. Im Jahre 1978 stieg Day mit dem Klub in die Second Division ab; nach dem verpassten direkten Wiederaufstieg verließ er 1979 den Klub.
Day heuerte im Sommer 1979 beim Zweitdivisionär Leyton Orient an und stieg 1982 mit dem Klub in die Third Division ab. Nach dem verpassten Wiederaufstieg wechselte er im Sommer 1983 zu Aston Villa in die erste Liga. Dort setzte er Nigel Spink unter Druck und konnte ihn – allerdings nur zeitweise – zwischen den Pfosten verdrängen. Daraufhin nahm ihn der Zweitligist Leeds United 1985 unter Vertrag. Unter Trainer Howard Wilkinson war er Stammkeeper beim Wiederaufstieg des Klubs in die First Division im Sommer 1990. Während sich die Mannschaft auf Anhieb in der Spitzengruppe etablierte, rückte er jedoch hinter dem neu verpflichteten John Lukic ins zweite Glied und wurde in der Spielzeit 1991/92, als der Klub englischer Meister wurde, zeitweise an die Erstligakonkurrenten Luton Town und Sheffield United verliehen. 1993 verließ er den Klub in Richtung Drittligist Carlisle United, bei dem er später seine Karriere beendete.
Nach ersten Trainererfahrungen als Manager bei Carlisle United war Day später als Trainer im Team von Alan Curbishley bei Charlton Athletic und West Ham United tätig. Es folgten Engagements im Scouting und der Jugendarbeit bei Leeds United, Brighton & Hove Albion sowie West Bromwich Albion.